# Spiraeopsis brassii
Spiraeopsis brassii är en tvåhjärtbladig växtart som beskrevs av Perry. Spiraeopsis brassii ingår i släktet Spiraeopsis och familjen Cunoniaceae. Inga underarter finns listade i Catalogue of Life.